# Alberto da Saxônia
Alberto (Dresden, 23 de abril de 1828 – Szczodre, 19 de junho de 1902) foi o Rei da Saxônia de 1873 até sua morte. Era o filho mais velho do rei João e de sua esposa Amélia Augusta da Baviera.
Ele teve uma carreira militar de sucesso liderando as tropas saxônicas na Primeira Guerra do Schleswig, na Guerra Austro-Prussiana e na Guerra Franco-Prussiana. Seu reinado foi estável, pacífico e sem grandes eventos.

## Família e educação
Nascido em Dresden, Alberto era o filho mais velho do então príncipe João, que sucedeu seu irmão Frederico Augusto II como rei em 1854, e de sua esposa, a princesa Amélia Augusta da Baviera.
Embora tivesse estudado na Universidade de Bonn, Alberto, como muitos príncipes germânicos, recebeu uma educação muito ligada a questões militares. Sua primeira experiência nesse campo ocorreu em 1849, quando ele serviu como capitão na Primeira Guerra do Schleswig, lutando contra a Dinamarca.

### Casamento
Casou-se, em Dresden, em 1853 com a princesa Carolina de Vasa (1833-1907), filha de Gustavo, Príncipe de Vasa, da dinastia que reinou na Suécia até 1654.